# Château de Chanteloup

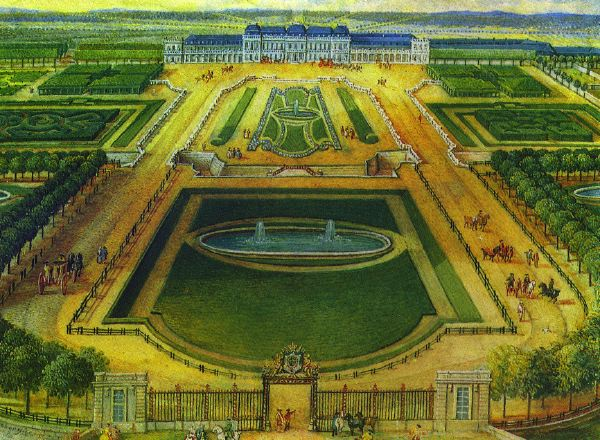
Fachada norte do Château de Chanteloup.

O Château de Chanteloup foi um palácio francês que se situava na Touraine, nas proximidades de Amboise. Célebre por ter pertencido ao Duque de Choiseul, que para além se retirou durante a sua desgraça, foi inteiramente destruído no século XIX. 
Do conjunto, apenas resta um espectacular folly de jardim: "La Pagode". Este elemento está classificado com o título de Monumento Histórico desde Fevereiro de 1996.

## História
O palácio foi erguido em 1715, por Jean d’Aubigny e Robert de Cotte, por conta da Príncesa dos Ursins, mas foi consideravelmente ampliado e transformado a partir de 1760 por Étienne François de Choiseul (1719-1785), que desempenhou, na corte de Luís XV, o papel de principal Ministro de Estado entre 1758 e 1770. 
Caído em desgraça em 1770 por ter desagradado a Madame du Barry, retirou-se para Chanteloup até à morte do rei, ocorrida em 1774, e ali recebeu visitantes vindos de toda a Europa, mantendo uma verdadeira corte e dando faustosas recepções.
Graças a ele, o Château de Chanteloup tornou-se numa magnífica residência de campo, rodeada por belos jardins, que não se exita em comparar ao Château de Versailles. 
Os trabalhos, efectuados sob a direcção do arquitecto do Duque de Choiseul, Louis-Denis Le Camus, começaram em 1760 e terminaram com a construção do Pagode. 
Le Camus construíu duas longas alas ornamentadas por colunatas. Uma delas era terminada por uma capela e a outra pelo "Pavillon des Bains" (Pavilhão dos Banhos). Procedeu, igualmente, a arranjos interiores, desenhou novos parterres e edificou vastos comuns.
Depois da morte de Choiseul, em 1785, a sua viúva cedeu o domínio ao Duque de Penthièvre, sogro da Princesa de Lamballe. 
Durante a revolução francesa, foi ocupado em 1794 e espoliado do seu mobiliário (em parte transferido para o museu de Tours). Mais tarde, foi vendido em leilão, no ano de 1802, a Jean-Antoine Chaptal (1756-1832), químico e Ministro do Interior de Napoleão Bonaparte. Este, cultivou beterrabas no parque para produzir açúcar, mas depois da falência do seu filho, o Visconde Chaptal de Chanteloup, o domínioo foi posto à venda em 1823. 
Não tendo encontrado comprador, o palácio foi vendido a um demolidor pertencente à sinistra Banda Negra, espécie de associação de inescrupulos "liquidatários"  de grandes domínios rurais que não exitavam em desmembrar para vender os materiais, e sob as directivas do banqueiro Enfantin, principal credor do filho Chaptal. 
O palácio foi inteiramente destruído, salvo o Pagode, adquirido pelo Duque Louis-Philippe d'Orléans; actualmente, não resta mais que o pavilhão dito do Concierge e dois pavilhões do ante-pátio, enquadrando o gradeamento, visíveis na ilustração aqui reproduzida.

## O Pagode de Chanteloup

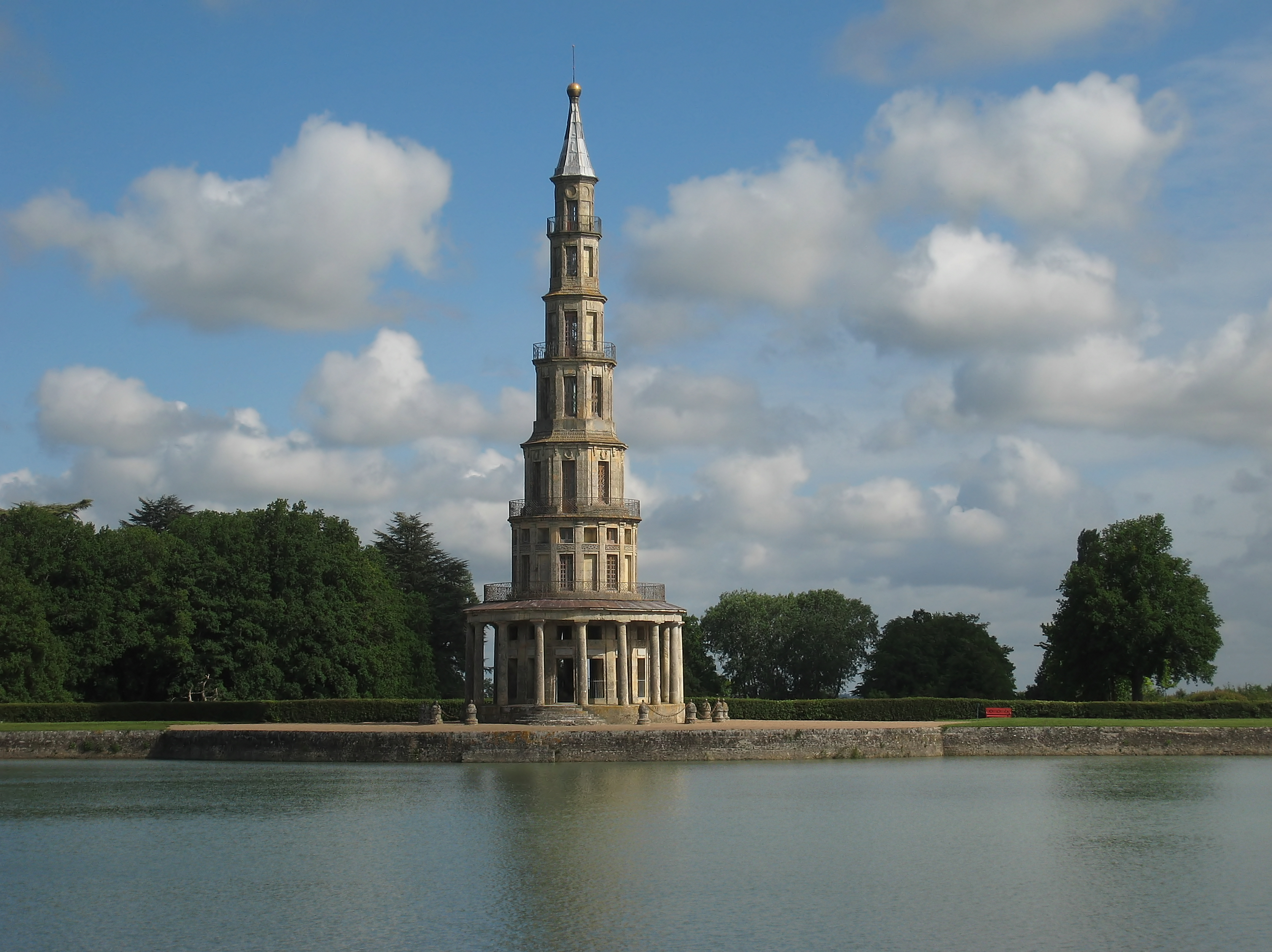
Vista geral do Pagode de Chanteloup.

O Pagode de Chanteloup eleva-se na borda da Floresta de Amboise, na margem dum vasto lago semi-circular que se prolongava para sul por um grande canal, hoje relvado e formando um 'boulingrin. 
Situado a sul do palácio, no alto duma colina, formava o ponto de de oito longas avenidas traçadas na Floresta de Amboise.
A estrutura foi construída entre 1775 e 1778, por Le Camus a mandado do Duque de Choiseul, como um verdadeiro templo à Amizade, como um tributo elevado à fidelidade daqueles que, desafiando o rei, vinham visitá-lo a Chanteloup durante a sua desgraça. 
No primeiro andar, Choiseul fez gravar os nomes dos seus visitantes em quadros de mármore branco, em seguida virados de face para a parede, no dizer do coronel Thornton, turista inglês em 1802, e do arquitecto Fontaine, encarregado em 1823, pelo Duque Louis-Philippe d'Orléans, de examinar o pagode afectado; em 1935, o resultado duma eventual substituição desses quadros foi julgada aleatória por René-Edouard André, proprietário do domínio. 
Esta construção, e a instalação dum grande "espelho de água" em meia-lua terminado por um canal no qual se reflecte, acabaram a transformação dos jardins de Chanteloup; foi destinada a festas nocturnas.
Face à ausência de fontes eàs dificuldades de recolher águas de escoamento, Choiseul mandou vir de Valenciennes o engenheiro Laurent, criador dos canais do Norte, que, a fim de trazer as águas do tanque dos Jumeaux, traçou um canal através da floresta por treze quilómetros, o qual foi destruído durante a revolução francesa para recuperar o chumbo da rede de canalizações.
As pedras "duras, douradas, dum magnífico patine" utilizadas para edificar o Pagode vieram do Château de la Bourdaisière, em Montlouis, um dos palácios de Louise Marie Adélaïde de Bourbon, esposa de Luís Filipe II, Duque d'Orleães (Philippe Égalité), destruído em parte no seguimento dum capricho de Choiseul (este palácio foi reconstruído sob o Terror por Armand Joseph Dubernad).
Com uma altura de 44 metros, o Pagode comporta seis andares, retraindo-se uns sobre os outro (princípio do telescópio), que repousam sobre um peristilo circular com dezasseis colunas e dezasseis pilares.

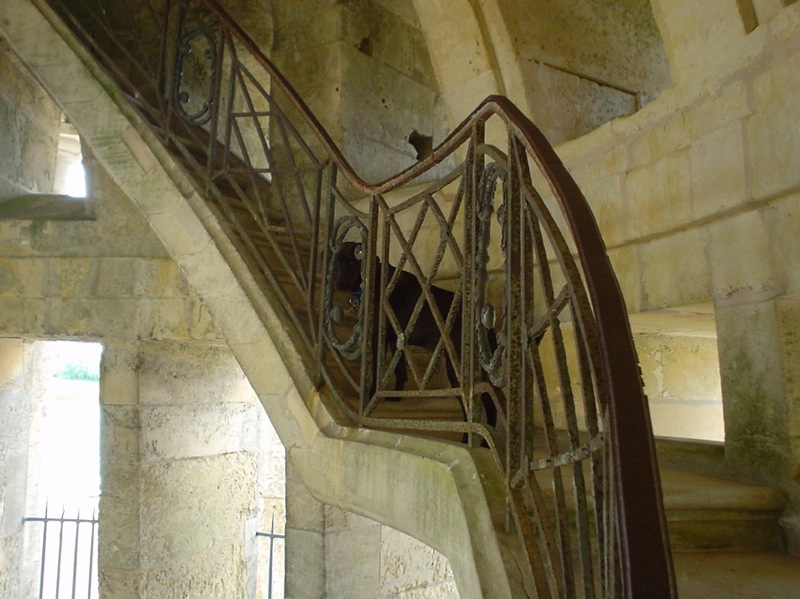
Escadas no interior do pagode.

A silhueta geral evoca essas "chinoiseries" de fantasia em voga no século XVIII, como aquela de Kew, perto de Londres, edificada por William Chambers para a Princesa de Galles - pesada construção cilíndrica em tijolos repousando sobre uma enorme base - daí o nome de Pagode, mas a colunata, os quatro balcões gradeados e toda a decoração são de puro estilo Luís XVI. 
A audácia do arquitecto, que construiu cada andar "em cúpula", foi ter cortado cada uma delas, suportando os andares, pela escadaria interior de 142 degraus que sobe até ao topo.
Parece qua a sua estrutura não deve nada ao acaso: foi construído no ponto de convergência de sete alamedas florestais com três léguas de comprimento cada uma; conta sete níveis; a sua base conta com dezasseis (1+6=7) colunas e pilares; a escadaria tem sete degraus de entrada; é encimado por um globo dourado simbolizando o sol e o espelho de água a seus pés tem a forma duma meia-lua. 
Sem que se possa afirmar com certeza, pode, talvez, ver-se aqui um símbolo maçónico, muito em voga naépoca.
O Pagode foi restaurado entre 1908 e 1910 sob a direcção do arquitecto  e engenheiro René Édouard André, filho do célebre botânico, arquitecto e paisagista Édouard-François André, autor de "L'art des Jardins, traité général de la composition des parcs et jardins" (Paris, Masson, 1879), e pertence aos seus descendentes.
Os "antigos jardins de Chanteloup: incluindo partes arquitectadas (...) o sítio em terraço do pagode (..), o pavilhão dito do Concierge; uma paret do parque arborizado rodeando o grande canal" foram inscritos no Inventário Suplementar dos Monumentos Históricos em 30 de Maio e 11 de Julho de 1994.
O Pavilhão do Concierge, construído à entrada da esplanada do Pagode, abriga actualmente uma exposição de reproduções de plantas, quadros que permitem fazer uma ideia do esplendor passado do domínio.
Elementos da decoração escultórea identificada na região:
- dois grandes vasos em mármore, de forma dita "Médicis", ornam a esplanada - no lado da cidade - da ponte Wilson em Tours;
- um par de esfínges enquadram a alameda de honra do Château de Chenonceau.
- duas altas colunas de pedra no parque arborizado do Château de Valmer, em Chancay.